# Pergrata Nobis
Pergrata Nobis ou simplesmente Pergrata (estamos satisfeitos) é uma encíclica escrita pelo Papa Leão XIII a 14 de setembro de 1886 dirigido aos bispos portugueses onde elogia o povo português pelo seu comportamento católico.
Louva Portugal e a sua história, que descreve como um notável e corajosa, mas lamenta as mudanças políticas entretanto verificadas e deplora a deterioração das condições que são dadas aos clérigos.
Com esta carta, o Papa denunciava a instrumentalização política da religião e da questão religiosa como obstáculo quer à melhoria das relações entre o Vaticano e o governo em Lisboa, quer ao avanço da organização das forças católicas. Assim como invocava a necessidade de mobilização
dos católicos para um novo protagonismo da Igreja portuguesa no terreno social.
Como consequência natural, esta crítica papal estimulou de novo os católicos portugueses, aqui e ali surgiram pelo País apelos a união, como, por exemplo, o Manifesto dos Católicos de Santo Tirso a Todos os Católicos do Reino, lembrando a necessidade de «levar ao Parlamento homens dignos independentes, católicos».